# Bouxières-sous-Froidmont
Bouxières-sous-Froidmont is een gemeente in het Franse departement Meurthe-et-Moselle (regio Grand Est) en telt 266 inwoners (1999). De plaats maakt deel uit van het arrondissement Nancy.

## Geografie
De oppervlakte van Bouxières-sous-Froidmont bedraagt 7,7 km², de bevolkingsdichtheid is 34,5 inwoners per km².
De onderstaande kaart toont de ligging van Bouxières-sous-Froidmont met de belangrijkste infrastructuur en aangrenzende gemeenten.

## Demografie
De figuur toont het verloop van het inwonertal (bron: INSEE-tellingen).